# Arghatos
Arghatos (nep. अर्घातोस) – gaun wikas samiti w zachodniej części Nepalu w strefie Lumbini w dystrykcie Arghakhanchi. Według nepalskiego spisu powszechnego z 2011 roku liczył on 1055 gospodarstw domowych i 4070 mieszkańców (2396 kobiet i 1674 mężczyzn).